# Belén de Nosarita
Belén de Nosarita è un distretto della Costa Rica facente parte del cantone di Nicoya, nella provincia di Guanacaste.